# Stuart McNay
Stuart McNay (Boston, 1º agosto 1981) è un velista statunitense, che ha rappresentato gli Stati Uniti ai Giochi olimpici di Pechino 2008, di Londra 2012 e di Rio de Janeiro 2016 nella classe 470.